# 알프레드 크루프

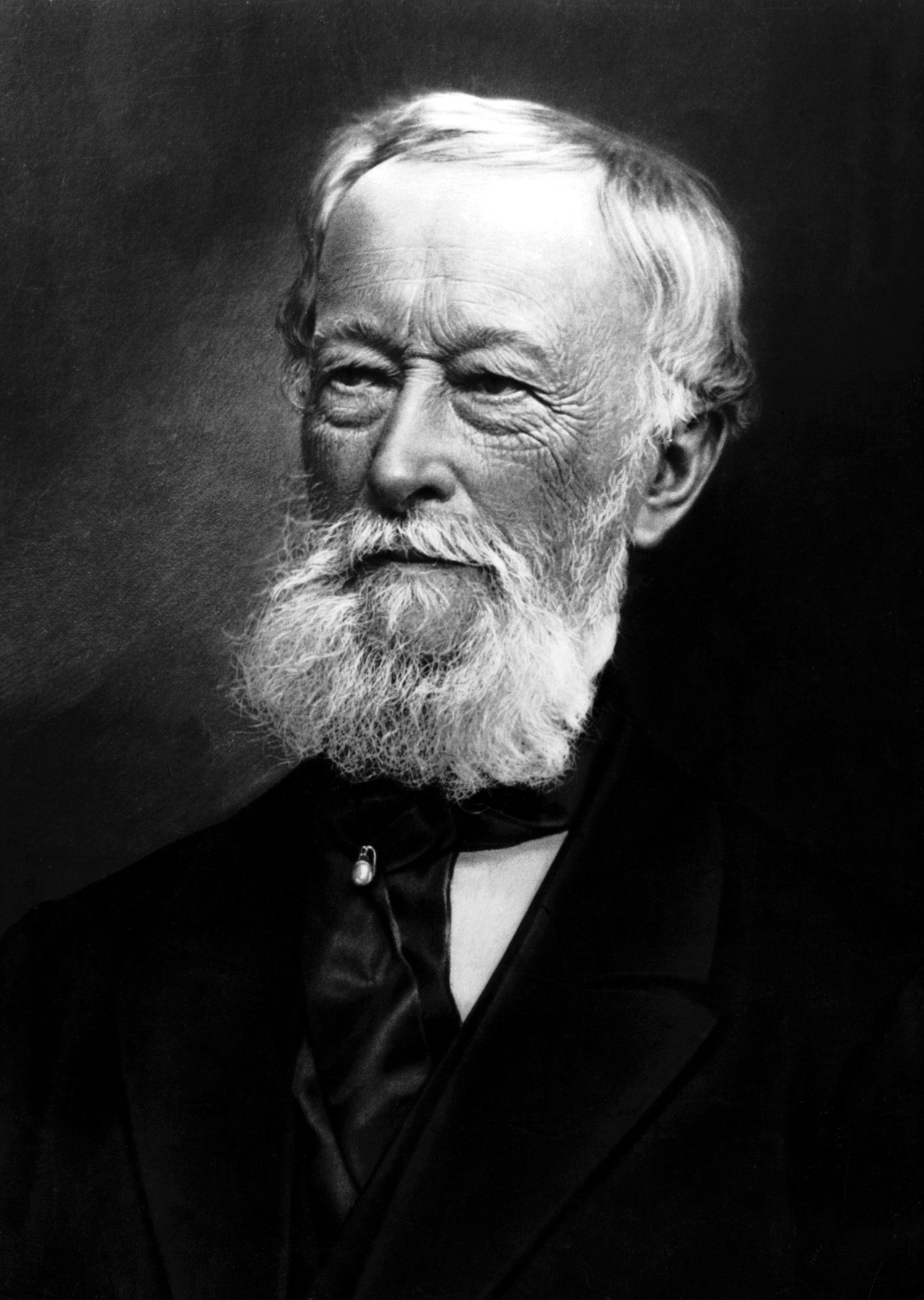
대포왕 알프레드 크루프

알프레드 크루프(Alfred Krupp, 1812년 4월 26일 - 1887년 7월 14일)는 19세기 독일의 기업가이다.
아버지 프리드리히 크루프가 창설한 작은 목조 공방을 상속하여 19세기부터 20세기에 독일 최대의 철강 · 무기 제조 기업을 일구어 현대에도 대기업인 크루프를 길러냈다. 신흥 군사 국가의 프로이센에 고성능 대포를 공급하여 ‘대포왕’이라는 별명을 얻었고, 또한 ‘죽음의 상인’이라는 불명예도 얻었다.

## 생애
1812년 독일 에센에서 태어났다. 아버지 프리드리히는 발명가로 수차를 동력으로 한 목조 작업장을 라인강변에 건설하여, 당시 영국이 독점하고 있던 철강의 제조를 시도했다. 그러나 그의 시도는 성공하지 못했고, 장남 알프레드가 14살이 되던 1826년, 아버지는 좌절을 겪으며 죽고, 작업 오두막과 몇 명의 장인은 아들에게 계승되었다. 그는 공방에 틀어박혀 실험에 몰두했고, 몇년 후 마침내 철강의 제조에 성공한다. 그는 동생들과도 협력하여 식탁 칼이나 공구, 이윽고 주조 기계 등을 만들어 판매하고 빚을 갚고 사업을 궤도에 올린다.
1834년에 독일 관세 동맹이 출범하자 독일 각 나라 간 인적, 물적 교류가 촉진되어 더 빠르게 철도망의 정비가 진행되었다. 그는 이 시기를 배경으로 철강을 증산시켜 회사를 급성장시켰다. 또한 1871년의 사회주의 노동자당의 총파업을 계기로 회사에서 의료보험, 양로보험 등을 정비하여 근로자의 보호를 도모한 것은 훗날 독일 제국의 사회 보험 제도에 영향을 주었다.
“철혈 정책”에 의한 독일 통일을 추진했던 프로이센을 무기면에서 지원했다. 슐레스비히 - 홀슈타인 전쟁(덴마크 전쟁), 보오 전쟁, 보불 전쟁에서 크루프 대포는 중요한 역할을 했다. 사후 사업은 아들 프리드리히 알프레트 크루프에게로 이어졌다.
1873년에 지은 저택 빌라 휴겔은 지금도 관광 명소가 되고 있다.